# Tâmpa
Tâmpa (niem. Zinne lub Kapellenberg, węg. Cenk, łac. Mons Cinum) – góra w południowej części Karpat Wschodnich, w masywie Postăvarul (niem. Schuler, węg. Keresztényhavas), niemal w całości otoczona rumuńskim miastem Braszów. Szczyt znajduje się na wysokości 960 metrów (według innych źródeł 995), prawie 400 metrów powyżej miasta.

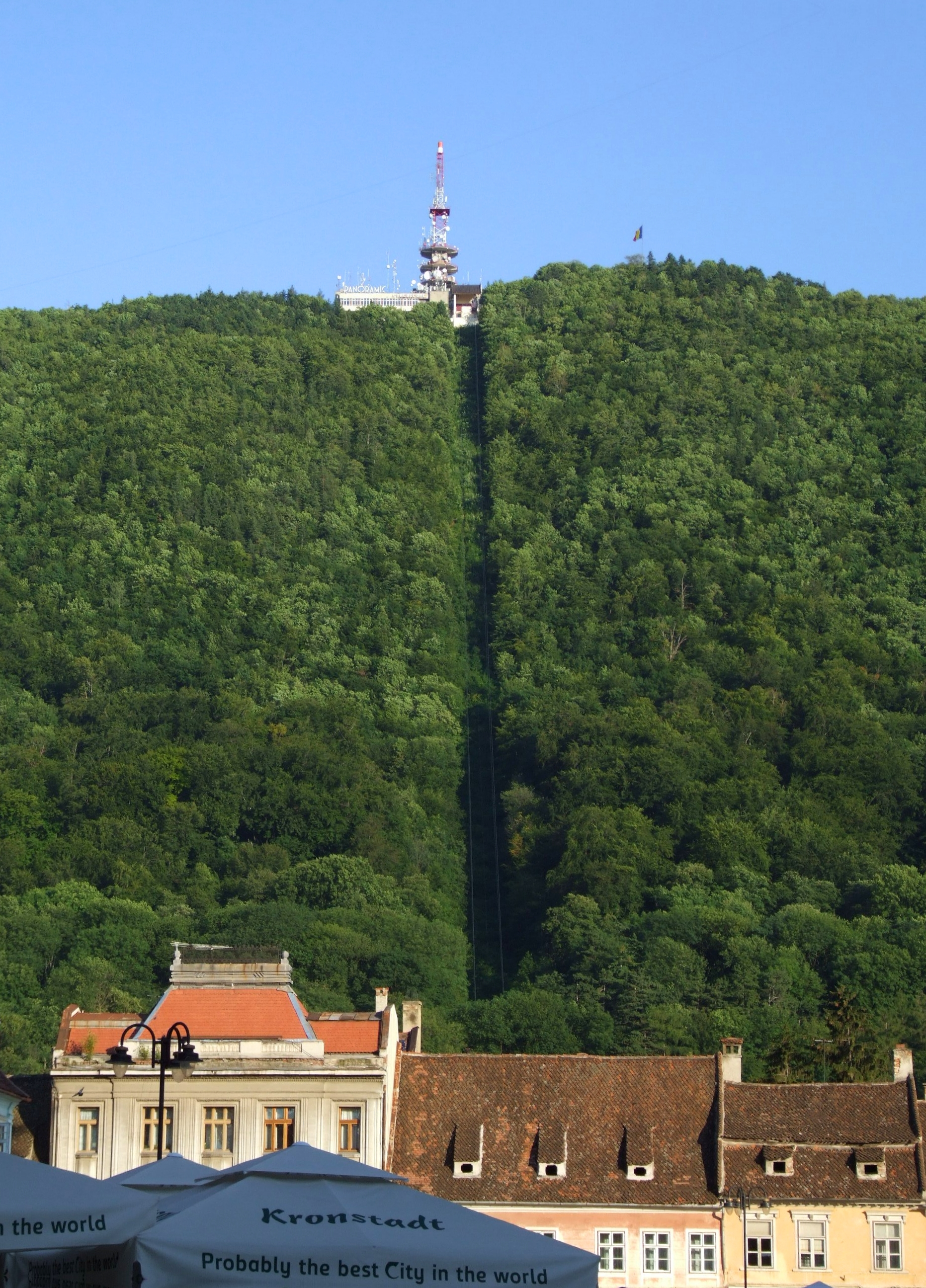
Kolej linowa do wieży telewizyjnej i restauracji "Panoramic"

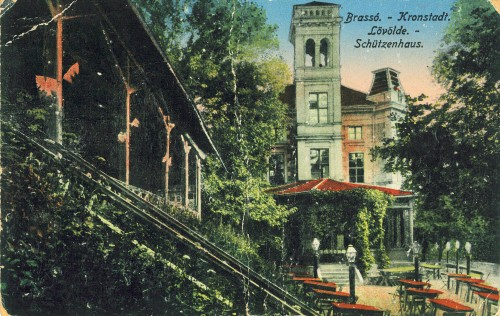
Schützenhaus na początku XX wieku

Góra w większości składa się z formacji wapiennych. Większa część (1,5 km²) jest rezerwatem przyrody: występują tutaj m.in. niedźwiedzie oraz 35% rumuńskich gatunków motyli oraz rzadkie odmiany roślin.
Tâmpa już w XIX wieku była miejscem popularnym wśród turystów – powstały wówczas pierwsze ścieżki na szczyt. Obecnie większość osób korzysta z kolejki gondolowej – przy górnej stacji znajduje się restauracja Complexul "Panoramic", z której roztacza się panorama Braszowa, a przy dobrej widoczności, całego Burzenlandu.
Charakterystycznym dla góry jest biały napis Brașov, stylizowany na słynny napis z Hollywood.

## Historia

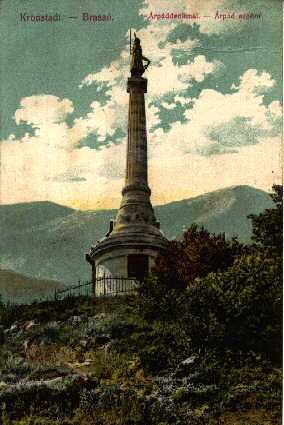
Pomnik Árpáda

Najstarsze ślady ludzkie pochodzą z okresu dackiego. W średniowieczu na górze powstał jeden z siedmiu zamków Siedmiogrodu – być może powstał podczas rządów krzyżackich na tym terenie (1212-1218). W 1241 mieszkańcy okolicy schronili się w niej podczas najazdu tatarskiego, a potem podczas kolejnych wojen. W XV wieku twierdza stała się niebezpieczna dla Braszowian (przez jakiś czas obsadzili ją Turcy i kontrolowali miasto z góry), pod koniec XV została więc rozebrana, a jej kamienie zużyto do rozbudowy umocnień wokół Braszowa u podnóża góry.
Pod koniec XVII wieku na szczycie pojawił się krzyż, który mieli postawić Rumunii z dzielnicy Șchei. Około 1714 stanęła tam kaplica pod wezwaniem św. Leonarda, wybudowana przez Johanna Draudta po jego przejściu na katolicyzm. Kilkukrotnie była okradana lub bezczeszczona przez miejscowych ewangelików i została ostatecznie zniszczona od uderzenia pioruna w 1737. Z tego okresu pochodzi niemiecka nazwa Kapellenberg (Wzgórze Kaplicy).
W 1849, po zgnieceniu węgierskiego powstania przez wojska austriacko-rosyjskie, na szczycie wybudowano pomnik w kształcie piramidy z napisem Rusia et Austria unitae MDXXXIL. Niszczony przez siły natury lub przez ludzkie ręce został rozebrany w 1869 – w już nowych, politycznych warunkach. Po 1865 funkcjonowała na górze restauracja w stylu myśliwskim (Schützenhaus), bardzo popularna wśród męskiej populacji miasta (posiadała tor do bowlingu) – uszkodził ją pożar w 1916.
W 1896 Tâmpa była miejscem kolejnej demonstracji politycznej – z okazji 1000-lecia państwa węgierskiego Węgrzy wznieśli tam monumentalny pomnik Árpáda (jeden z siedmiu w Koronie Węgierskiej). Pomnik nie miał szczęścia – już we wrześniu 1913 został częściowo uszkodzony przez rumuński atak bombowy, w grudniu tego roku uderzył w niego piorun i figura spadła z cokołu, tłukąc się na kawałki. W 1916 pozostałe części zniszczyli żołnierze rumuńscy, którzy wtargnęli na teren Siedmiogrodu. Resztki pomnika i gruz usunęły władze komunistyczne w 1966, jednak do tej pory na górze znajduje się podstawa, a głowa z figury Árpáda jest przechowywana w kościele ewangelickim w Braszowie.
Pod koniec XIX wieku na górze działa też druga (oprócz Schützenhaus) restauracja Bethlen (lub Bethlen Grotto), nazwana tak na cześć węgierskiego ministra, który odwiedził Braszów w 1891. W 1905 dobudowano do niej taras, który był popularnym miejscem podziwiania panoramy miasta. W 1948 zmieniono nazwę obiektu na Cabana-restaurant "Tâmpa", który ostatecznie spłonął w 1977. Do dziś ocalał taras – w 2001 rada miejska wzniosła w tym miejscu marmurowy krzyż.
Początki działającej do dziś restauracji Casa Pădurarului, sięgają XX wieku – służyła jako miejsce wypoczynku dla mieszkańców spacerujących promenadą wokół góry. Obok znajduje się dolna stacja 20-osobowej kolejki gondolowej, która przeszła gruntowny remont po pożarze w 2000. Wywozi ona turystów na górę w niecałe 3 minuty – pokonuje dystans 573 metrów i 320 metrów wysokości.
W 1986 na górze wybudowano wieżę telewizyjną, obok której powstał współczesny lokal Complexul "Panoramic".

## Inne wydarzenia związane z górą
W XX wieku kilkukrotnie pojawiał się projekt przekopania tunelu pod Tâmpą (według legendy miejskiej pierwszy taki tunel powstał w czasie I wojny światowej), tak, aby połączył Stare Miasto z okolicą. Po raz pierwszy pomyślano o tym w 1940, ale później go zarzucono. Powrócili do niego komuniści – w 1979 planowano tunel Wschód-Zachód do osiedla Răcădău o długości 842 m, szerokości 9,8 m i wysokości 7,65. Wskutek ogromnych kosztów także wtedy nie rozpoczęto prac.
Według innej miejskiej legendy wewnątrz góry ma znajdować się podwodne jezioro i wiercenie przez Tâmpę może doprowadzić do zalania miasta.
Prawdopodobnie rzeczywiście istnieje kilka tuneli pod górą lub w jej okolicy – tylko jeden z nich jest obecnie użytkowany i łączy Casa Sfatului z jednym z obiektów obwarowań miejskich (Turnul Cuțitarilor albo Bastionul Postăvarilor), ale ze względów bezpieczeństwie został zabezpieczony kratą. Kolejna legenda mówi, że w czasie bombardowań miasta podczas II wojny światowej w jednym z tuneli gruz pogrzebał ukrywających się tam ludzi.
W 1946 pożar zniszczył część roślinności. W 1950, kiedy nazwę miasta zmieniono na Orașul Stalin (Miasto Stalina), władze miejskie posadziły tak drzewa, aby układały się w słowo STALIN. Z biegiem czasu roślinność rozrosła się i zatarła część liter, ale do tej pory, zwłaszcza w zimie, widać jeszcze resztki "napisu" w formie ALIN.